# Campus Papenburg

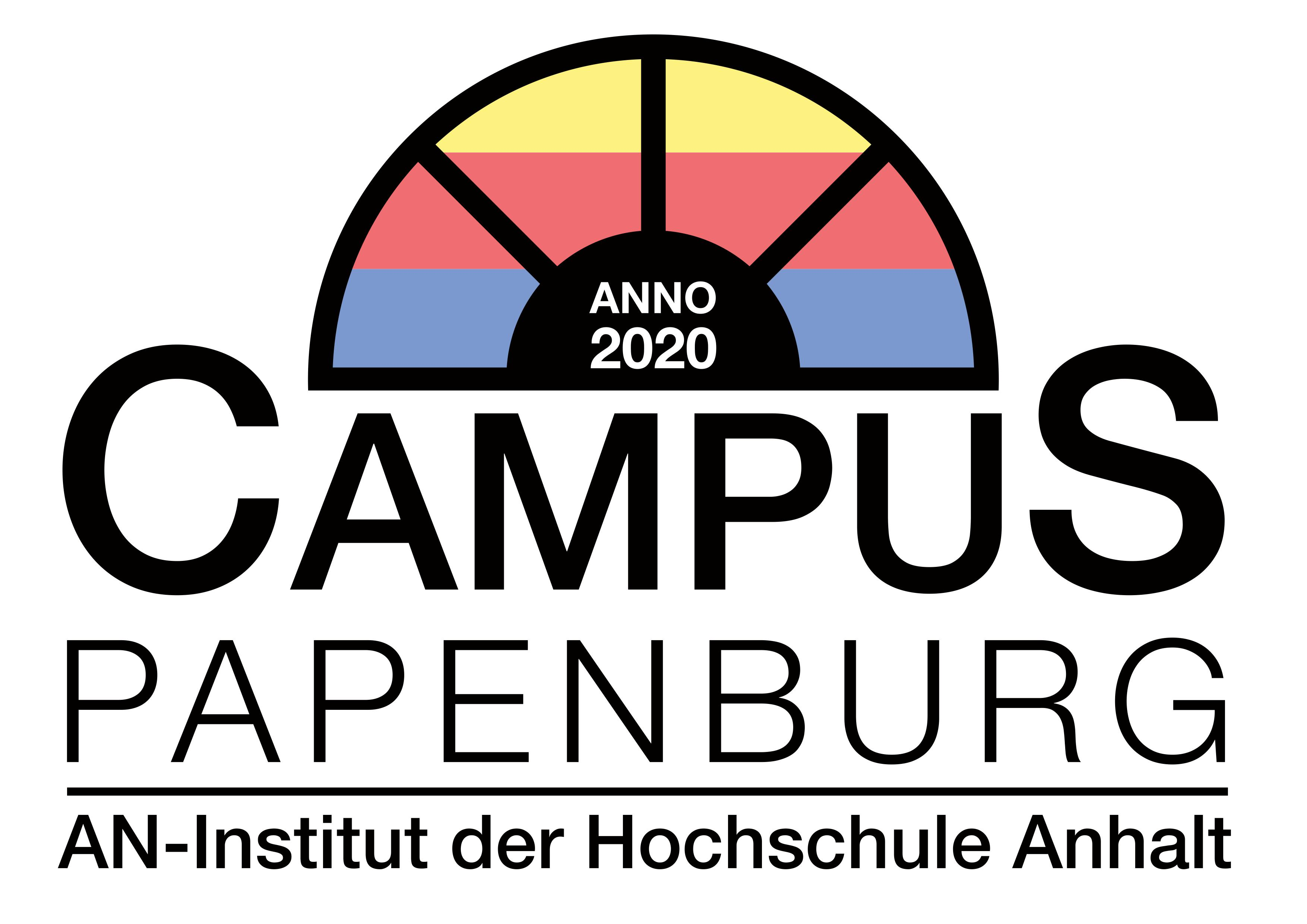
Logo

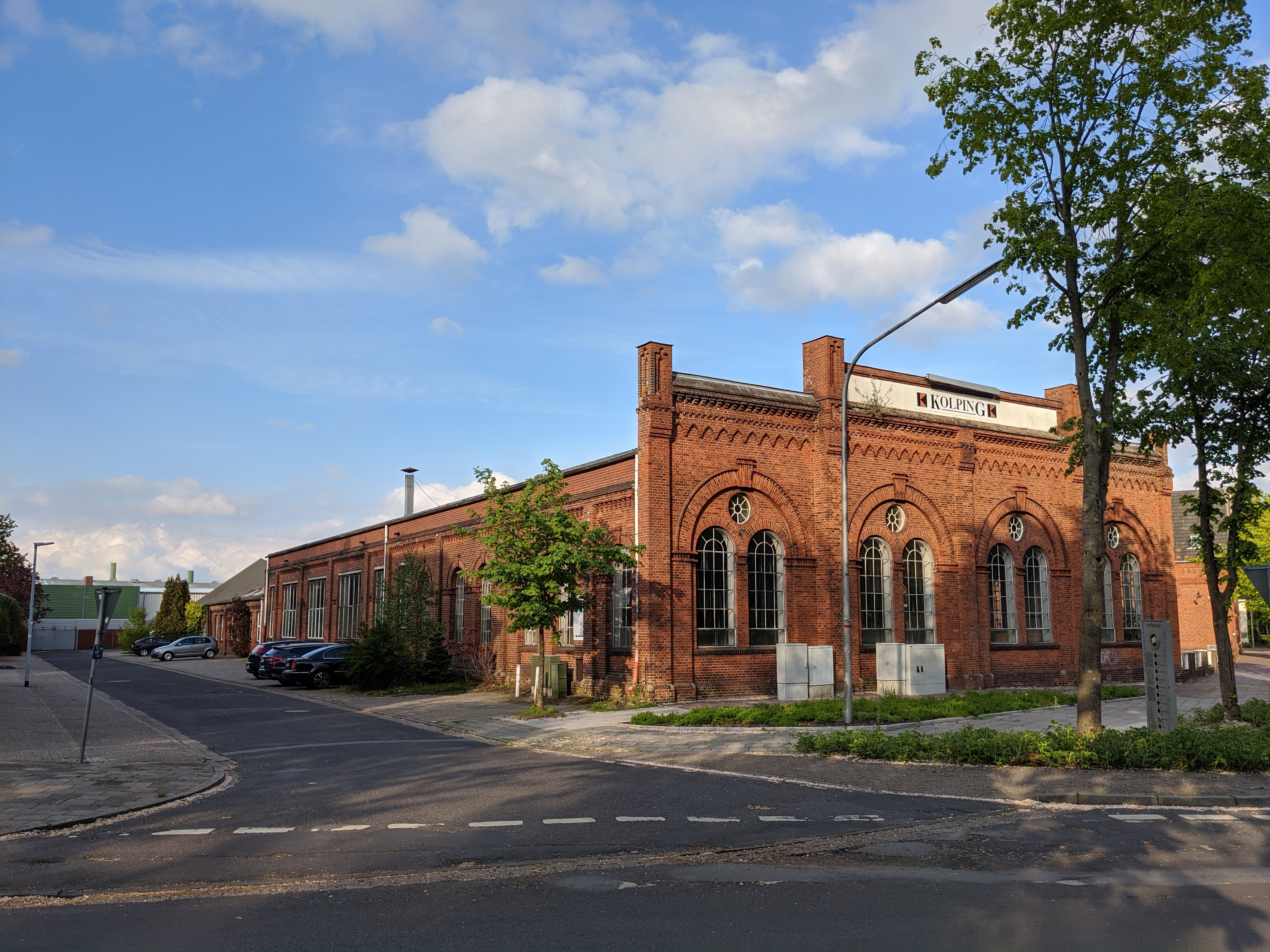
Campus in einer Industriehalle der früheren Kolbenschmidt AG

Der Campus Papenburg ist ein An-Institut der Hochschule Anhalt, der 2021 gegründet wurde. Der Campus in Papenburg liegt nahe dem Bahnhof und dem Hauptkanal.

## Standorte
In Papenburg wird vor allem der Studiengang Physician Assistance unterrichtet. In Zukunft folgt der Studiengang Maschinenbau.
In Köthen werden vor allem technische Studienfächer unterrichtet. Zudem befindet sich hier ein Teil des Landesstudienkollegs, an dem ausländische Studierende auf ein Hochschulstudium in Deutschland vorbereitet werden. In Bernburg existieren zwei Fachbereiche: Wirtschaft und Landwirtschaft/Naturschutz und Ökotrophologie. Am Standort Dessau sind gestalterische beziehungsweise architekturbezogene Studiengänge angesiedelt. Hierzu zählen die folgenden Fachbereiche, FB 3 – Architektur, Facility Management und Geoinformation und FB 4 – Design.

## Studiengänge
Campus Bernburg – (BBG); Campus Dessau – (DE); Campus Köthen – (KÖT): Campus Papenburg-(PBG)
- Architektur (DE)
- Landschaftsarchitektur (BBG)
- Betriebswirtschaft (BBG)
- Biomedizinische	Technik (KÖT)
- Biotechnologie (KÖT)
- Design (DE)
- Elektro- und Informationstechnik (KÖT)
- Facility	Management (DE)
- Immobilienwirtschaft (BBG)
- International	Business (BBG)
- International	Trade (BBG)
- Immobilienbewertung (BBG)
- Angewandte	Informatik (Mobile	Systeme, Medieninformatik und Informationsmanagement)	(KÖT)
- Informatik im	Netz (Fernstudiengang gemeinsam	mit Hochschule	Harz und Hochschule	Merseburg)	(KÖT)
- Software-Lokalisierung (KÖT)
- Landwirtschaft (BBG)
- Landschaftsarchitektur und Umweltplanung (BBG)
- Lebensmitteltechnologie (KÖT)
- Maschinenbau (KÖT)	in Zukunft (PBG)
- Online-Kommunikation (BBG)
- Medientechnik (KÖT)
- Naturschutz und Landschaftsplanung (BBG)
- Ökotrophologie (BBG)
- Pharmazeutische	Technik (KÖT)
- Solartechnik (KÖT)
- Verfahrenstechnik (KÖT)
- Vermessung und Geoinformatik (DE)
- Wirtschaftsingenieurwesen Fachrichtung Maschinenbau (KÖT)
- Wirtschaftsrecht (BBG)
- Physician	Assistance	(KÖT, PBG)

## Beschreibung
Der Campus Papenburg wurde am 1. April 2021 eröffnet. Er fing mit einem 3. Semester mit 29 Studenten an und hat seit dem 1. April 2022 ein zweites und ein viertes Semester mit mehr als 50 Studenten. Der Campus befindet sich in der alten Industriehalle der Kolbenschmidt AG (ehemals Höveler und Dieckhaus), die zwischenzeitlich von dem Kolping Verein als Lagerhalle genutzt wurde. Mitte Dezember 2020 begann der Bau und es entstand in 4 Monaten ein Campus mit 3 Hörsälen. Ein großer Hörsaal in dem mehr als 100 Personen Platz finden und 2 Schulungsräumen mit einer Größe von 30 Sitzplätzen.
Im Raum „Gatumba“, der nach einem Ort in Burundi benannt wurde, steht ein Computer mit einem Tablet, mit dem virtuelle Obduktionen anhand von realen Patientenbildern durchführbar sind und die der Lehre dienen. Der Hochleistungscomputer unter der Bezeichnung „Anatomage“ wurde von der Stanford University entwickelt und geliefert. Er enthält mehr als 1000 CT-, MRT-, Histologie- und weitere Befunde mit den entsprechenden Bildern.
Seit dem 14. Oktober 2021 ist der Campus Papenburg außerschulischer Lernort des Gymnasiums Papenburg. Am 14. Oktober 2021 unterzeichneten der Arzt Volker Eissing (Institutsleiter Campus Papenburg), Martin Gerenkamp (Erster Kreisrat) und Theo Hockmann (Schulleitung Gymnasium Papenburg) eine Vereinbarung dazu.